# تاريخ التشريح في القرن التاسع عشر

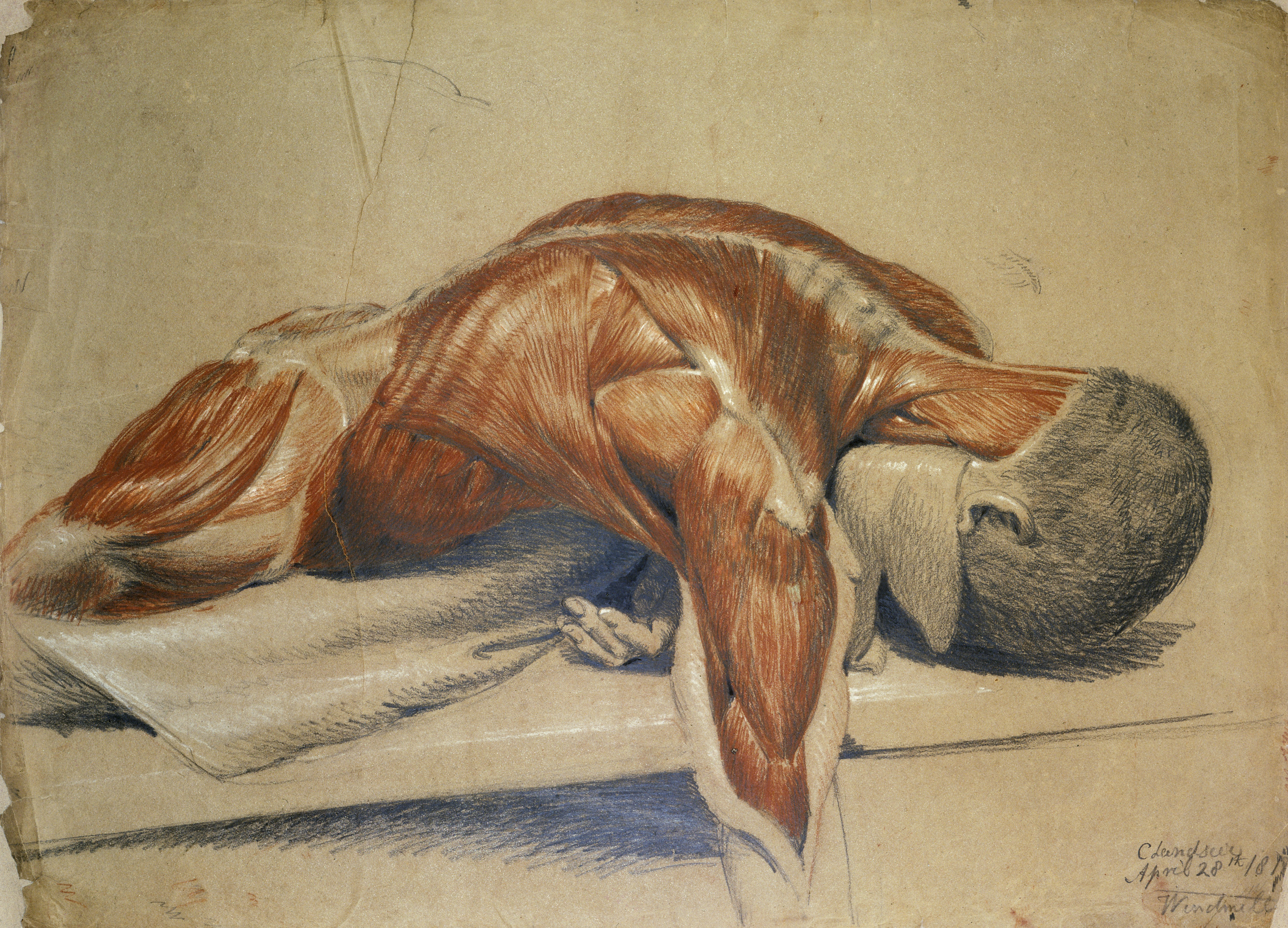
جثة مشرحة، ملقاة على طاولة - واحدة من سلسلة من اللوحات التشريحية بواسطة رسام القرن التاسع عشر الإنجليزي تشارلز لاندزير.

تاريخ التشريح في القرن التاسع عشر شهد قيام علماء التشريح إلى حد كبير بوضع اللمسات الأخيرة لعلم التشريح البشري الوصفي للقرن السابق. كما تقدم الأمر أيضاً لإنشاء مصادر متزايدة من المعرفة في علم الأنسجة وعلم الأحياء التنموي، ليس فقط الخاص بالبشر ولكن أيضا للحيوانات. كان أندرياس فيزاليوس (1514-64)، وهو بلجيكي وأستاذ الطب في جامعة بادوا، أول من قام بتحليل جسم الإنسان. كانت هذه بداية علم وظائف الأعضاء الحديث.

## العلوم التشريحية

### سوميرينغ
صموئيل توماس فون سوميرينغ قام بشكل أساسي بنشر نظام واضح ودقيق بالألمانية (1791-1796)، ثم باللاتينية (1794-1800). كانت هناك طبعة ألمانية ثانية في 1800-1801 ونسخة أخرى من ثمانية مجلدات (1841-1844) منقحة وبزيادة مواد إضافية من قبل فريدرش غوستاف ياكوب هنلي، وبيشوف، وهوسك، وثيل، وفالنتين، وفوجيل، ورودولف فاغنر. ترتيب الطبعة هو:
- المجلد. 1: تفصيل فاغنر لحياة والمراسلات والكتابات الأدبية لسومرينغ.
- المجلد. 2: تشريح العظام والأربطة.
- المجلد. 3: تشريح العضلات ونظام الأوعية الدموية بواسطة ثيل.
- المجلد. 4: التشريح المجهري للجهاز العصبي من قبل فالنتين، بما في ذلك الدماغ، والحبل الشوكي، والعقد.
- المجلد. 5: تشريح الأعضاء من قبل هوسكه - هذا الجزء من العمل تركت غير مكتملة من قبل سومرينغ لكنه ترك مواد واسعة للعمل على؛
- المجلد. 6: نظام كامل وكامل من التشريح العام، استنتج من الملاحظة الشخصية من قبل هنلي والمراقبين الدقيقين الآخرين، والمواد الموجودة في العام الجديد، وفي جميع الحالات أكد وتصحيح.
- المجلد. 7: علم الأحياء النمائي للثدييات والبشر، بيشوف؛
- المجلد. 8: علم الأمراض التشريحي للجسم البشري، من قبل فوجيل، ولكن فقط عموميات هذا الموضوع.

وقد ترجم هذا إلى الفرنسية من قبل جوردان، ونشرت في عام 1846 تحت اسم الموسوعة التشريحية. وترجم المجلد الثامن إلى اللغة الإنجليزية في عام 1847.

### بيشات
التشريحية العمومية بواسطة ماري فرانسوا كزافييه بيشات هي أثر خالد لقدرته العلمية وتفرده. يتميز وصفه التشريحي بترتيب واضح وطبيعي، ووصف دقيق، والإبداع العام الذي تم خلال التعامل مع الموضوع. الملاحظات الفسيولوجية صحيحة في العموم، في كثير من الأحيان مكتوبة بشكل روائي، ودائما مثيرة للاهتمام للغاية. توفي بيشات خلال إعداد المجلد الثالث وتم الانتهاء من العمل من قبل بي.جي. روكس وم.ف.ر بويسون. 

### غراي
هنري غراي، طبيب التشريح الإنجليزي والجراح في مستشفى سانت جورج، نشر كتاب غرايز أناتومي (كتاب). مع قدرات الفنية والمساعدة من قبل هنري فانديك كارتر، أنتج غراي كتابا للتشريح غير مكلف ويمكن لطلاب الطب الوصول إليه. تشريح الجثث لم يطالب بها من مستودعات الجثث ومشرحة المستشفيات بسبب قانون التشريح لعام 1832، عمل الاثنان لمدة 18 شهرا على ما يمكن أن يشكل أساس الكتاب. تم نشر عملهم لأول مرة في عام 1858.

## القضايا الاجتماعية والسياسية
أدى نمو العلوم الطبية والممارسة الطبية إلى زيادة الطلب على الجثث البشرية لاستخدامها في الكليات الطبية، ولا سيما في مظاهرات التشريح. قبل القرن التاسع عشر، كان معظمها من المجرمين الذين أعدموا، أو نادرا ما جثثهم أقارب. السبب في ذلك، بعد أن تم تشريح الجسم بعد الموت اعتبر مصير أسوأ من الموت. وقد سمح قانون القتل لعام 1752 بتشريح جثث القتلة بعد الوفاة للمساهمة في المعرفة الطبية. بعد أن تم شنق المجرم، كان طلاب الطب هناك كما تم أخذ الجسم من أسفل المشنقة، وسوف يجادل على من الذي سوف تشريح الجسم، مما يجعل التشريح كما يخشى كما إعدام نفسه. ومع ذلك، ومع بدء الطلب يفوق الإمدادات، فإن نقص الجثث كثيرا ما يثبط كليات الطب عن التدقيق الدقيق في مورديها. وجذبت العناصر الإجرامية إلى التجارة المربحة، أو خاطفي الجسم، لجأوا إلى نهب القبور لتزويد السوق. حجم المشكلة يمكن أن ينظر إليه من اعترافات 1831 من لندن بوركرز، الذين اعترفوا بسرقة 500-1000 جثة لعلماء التشريح، على مدى اثني عشر عاما الوظيفي. تلقوا 8-10 جنيه لكل جثة تم قبولها.
تسببت ممارسات خاطفي الجسم في انتشار الخوف والاشمئزاز لأن الإذلال وإهانة استخراج الجثث قد تفاقمت بسبب الرعب من كونه موضوع التشريح. أدت الإغراءات الإجرامية في نهاية المطاف إلى عمليات القتل في ميناء غرب 1827-1828 في إدنبره، المملكة المتحدة، حيث قتل المرشحون المحتملون وبيعوا نقدا. وأدت عمليات القتل هذه إلى إصدار قانون التشريح 1832 الذي ينص في النهاية على إمدادات كافية ومشروعة للجثث. 

## فهرس
- بورش، دروين (2007). حفر الميت: حياة وأوقات أستلي كوبر، جراح غير عادي. تشاتو وويندوس، لندن.
- ماكدونالد هـ.ب. (2005) الإنسان المتبقي: حلقات في تشريح الإنسان.
- بورتر .ر. (1997) أعظم فائدة للبشرية: التاريخ الطبي للبشرية من العصور القديمة حتى الوقت الحاضر.
- ريتشاردسون .ر. (2001) الموت، التشريح والعدمية
- روزنر .ل. (2010) جرائم قتل التشريح: كونها التاريخ الحقيقي والمذهل لبيرك ادنبره سيئ السمعة وهير ومن رجل العلم الذي حرضهم في لجنة أبشع جرائمهم.
- سابول .م. (2002) المرور من جثث الموتى: التشريح وتجسيد الهوية الاجتماعية في القرن التاسع عشر- أمريكا
- شولتز .س.م. (1992) خطف الجسم: صرخة القبور لتعليم الأطباء في أوائل القرن التاسع عشر التاريخ الأمريكي. جيفرسون، نورث كارولاينا: مكفارلاند.
- مور .و. (2006) سكين الرجل: الدم، والجسم المختطف وولادة الجراحة الحديثة. لندن: ترانزورلد بوبليشرز